# Station de dessalement du Hamma
La station de dessalement du Hamma est une installation de dessalement d'eau de mer en Algérie située dans le quartier du Hamma dans la commune de Belouizdad, dans la wilaya d'Alger. Initiée dès 2002, financée par un partenariat public-privé par la société Ionics, pour le compte d’AEC, une société créée par Sonatrach et Sonelgaz, elle est destinée à fournir de l'eau potable aux habitants de la ville d'Alger et de sa région. La station qui utilise la technique de l'osmose inverse est opérationnelle depuis le 24 février 2008.

## Historique
Le stress hydrique, auquel ont dû faire face les Algérois avant l'année 2005, était dû à une distribution perturbée de l'eau potable, alors que la capitale et ses banlieues devaient être alimentées tous les jours et toute la journée, et ce, grâce à la station de dessalement de l'eau de mer du Hamma, inaugurée en 2005. 
Le principe de fonctionnement de cette usine consiste à refouler l'eau de mer désalinisée dans le système de l'Algérienne des eaux (ADE). 
De ce fait, les habitants de la capitale du pays bénéficient ainsi depuis 2005 d'une quantité supplémentaire de 200 000 m3 par jour d'eau potable grâce à cette unité, première en Afrique en termes de capacités, en puisant l'eau de mer qui est abondante, lorsque la pluviométrie vient à manquer. 
En butte à la sécheresse et aux mesures de restriction de l'usage de l'eau, le gouvernement algérien décide en 2001 une nouvelle politique de l'eau. L'étape suivante, après une étude de faisabilité, est l'annonce le 19 juin 2001 de la construction d'une usine de dessalement d'eau de mer. En 2002, l'appel d'offres fait le choix d'un partenariat public-privé. Le 30 juillet 2002, est choisi le consortium AEC, constitué avec Ionics et Sonelgaz.
Le 6 octobre 2002, la construction débute avec l'objectif d'une mise en service fin 2004. Mais ce n'est que le 24 février 2008 que l'usine est déclarée prête à être mise en service.

## Opposition

### Au projet
S'il est admis que la station du Hamma devait permettre d'en finir avec le stress hydrique, il n'en demeurait pas moins que sa mise en service suscitait des appréhensions. Cette option était décriée par de nombreux scientifiques au vu notamment des coûts qu'elle induisait et des dangers qu'engendraient les effluents sur l'écosystème marin. 
Dans un rapport consacré aux usines de dessalement d'eau de mer dans le monde, le Fonds mondial pour la nature (WWF) ne cachait pas son inquiétude : extraire le sel de l'eau de mer pour pallier un manque d'eau potable est en train de devenir une panacée. Mais, cette solution, selon WWF, représente une menace pour l'environnement et ne fera qu'aggraver les changements climatiques.

### À l'exploitation
Le fait que le remplissage des retenues d'eau et des barrages rende actuellement inutile la mise en route de l'usine relance régulièrement le débat sur la nécessité de telles installations.
De l'avis des scientifiques, dessaler l'eau de mer est un procédé qui coûte cher, consomme beaucoup d'énergie et rejette dans l'atmosphère des tonnes de gaz à effet de serre, et le recours à ces nouvelles technologies, par ailleurs de plus en plus accessibles, ne va pas sans conséquences pour l'environnement.
Les activités intensives de dessalement peuvent provoquer le développement de saumures et entraîner la destruction de précieuses régions côtières, et ainsi contaminer la vie marine, les cours d'eau, les zones humides, les eaux souterraines et plus généralement les écosystèmes qui assurent l'épuration de l'eau et la protègent contre les catastrophes, comme l'indiquent les spécialistes en pollution et en écotoxicologie marine quant aux conséquences qu'engendre l'exploitation de l'unité de dessalement d'eau de mer du Hamma.

### Pollution
Puisque l'usine a subi plusieurs arrêts dus à la mauvaise qualité de l'eau de mer captée, l'autre crainte des experts en environnement est que les effluents liquides des unités de dessalement rejetés sans traitement en mer engendreront des dangers cachés par leurs effets virulents sur les écosystèmes. 
Il s'agit notamment des effets d'empiétement et de l'entraînement des organismes marins dans des systèmes de refroidissement des condenseurs et de l'impact des saumures, de la caléfaction des produits chimiques résiduels et leurs produits de conversion (acides, métaux lourds, les biocides, détartrants, anticorrosion?).
L'atténuation des effets virulents des unités de dessalement sur les écosystèmes marins nécessite de faire le choix des sites judicieux, tout en combinant les critères techniques et économiques, les incidences sur l'environnement et les coûts et les facteurs socio-humains.
Selon les concepteurs de la grande station du Hamma, toutes les études ont été effectuées avant même la décision de la conception de l'usine. Une série d'études a été faite par des cabinets anglo-saxons auxquels se sont associés des cabinets algériens, notamment sur la qualité de l'eau de mer, sur la faune, la végétation marine, le fond marin, le spectre du courant marin, l'environnement, avant la décision de la construction de l'usine.
Et ce n'est qu'une fois ces études concluantes, c'est-à-dire que le dessalement ne présente aucun danger sur la faune et la végétation marine, que le choix du site de l'usine a été décidé, malgré le risque de la présence du port à côté du site du Hamma. 
L'eau est parfaitement saine et permet le dessalement, et le seul risque est une marée noire, et pour cela il y a des détecteurs de trace des hydrocarbures installés à la prise d'eau de mer.

## Technologie
L'usine utilise un procédé d'osmose inverse et a une capacité de production annuelle de 73 gigalitres (73 000 000 m3), pouvant être portée à 150 gigalitres en agrandissant l'installation.
L’eau purifiée qui arrive dans les robinets est prélevée à 550 m au large de la côte à dix mètres de profondeur, après avoir été dessalée selon le procédé d’osmose inverse mis au point par la firme GE. Water.
Cette méthode est exploitée par mille cinq cents usines de dessalement d’eau de mer dans le monde, qui produisent 7,5 millions de m3 d’eau douce par jour.
Par ailleurs, l’impact de l’opération de dessalinisation sur l’environnement est minime selon les experts de l’AEC, qui expliquent que la quantité de saumure résultant de l’osmose, rejetée dans la mer est dissipée rapidement au moyen d’un système de diffusion.

### Osmose inverse
L'eau de la baie d'Alger est une eau propre et très pure, et son dessalement dans cette usine permet d'obtenir une eau qui peut être classifiée comme eau minérale, qui écarte tout danger sur l’écosystème marin de la baie d'Alger en raison du rejet des effluents liquides en mer.
Ce système de dessalement est réalisé à l’aide de tuyaux de prise d’eau de mer à 550 m au large. L’eau est prélevée de cet endroit à une profondeur de dix mètres par gravité. Elle est par la suite aspirée à l’aide de quatre pompes (l’une reste en stand-by) dans le premier système de filtration. Ce système permet de retenir les matériaux en suspension et tous les déchets avant que l’eau se dirige vers un deuxième bâtiment de filtrage constitué de sable et de gravier. 
L'eau est ensuite pompée à haute pression vers un troisième système de filtrage ultraphase (la microfiltration). L’eau devient à ce niveau propre et pure. Puis elle arrive dans le bâtiment d’osmose inverse qui comprend neuf trains de dessalement (un train reste en stand-by). Chaque train peut produire jusqu’à 25 000 m3 d’eau dessalée pour une capacité maximale de l’usine de 225 000 m3. Mais l'usine, selon le contrat, doit produire 200 000 m3, les 25 000 m3 restants sont pour garantir la capacité. 
L'osmose inverse consiste à faire ressortir le sel de l’eau à une pression de soixante bars. On sépare les minéraux des petites particules de molécules de sel. Quand l’eau salée traverse une membrane très fine, le sel est retenu. On a 37 000 mg/l de sel dans l’eau de mer : elle sort à 200 mg/l. C'est le seuil de l’eau potable qui est acceptable partout dans le monde. La membrane peut retenir jusqu'à 99,99 % de sel de l’eau de mer. 
Après l'osmose inverse, l'eau se dirige vers le post-traitement. En résumé, on a le prétraitement, le traitement lui-même et le post-traitement. Pour ce qui est de ce dernier procédé, il s'agit de rajouter des minéraux à l'eau pour qu'elle devienne potable. 
À noter qu'il y a plusieurs systèmes qui permettent de rendre la qualité de l’eau à un niveau mondial, selon les normes de l'OMS. Néanmoins, Sonatrach et l'ADE (Algérienne de l'eau) ont exigé ce seuil dans le contrat. 
L'eau est ensuite refoulée vers des réservoirs de production de 5 000 m3 d'où elle est refoulée dans le système externe de l'ADE. De là, trois pompes (une reste en stand-by) permettent d’évacuer vers les bassins de l'ADE qui se trouvent à Harcha, Kouba et Garidi. Sont aspirés 500 000 m3 d’eau de mer et ne sont dessalés que 200 000 m3, le reste étant rejeté dans la mer.

### Contrôle
Pour ce qui est des rejets de la saumure en mer, le rejet des effluents liquides se fait dans un endroit choisi en fonction du flux marin pour qu'il y ait une dispersion rapide de la saumure.
Pour ce qui est des garanties sur la potabilité de cette eau désalinisée, l'usine est équipée d'un laboratoire qui fonctionne jour et nuit et l'eau est traitée à toutes les phases et principalement à la phase de sortie.
Cela en plus d'un contrôle effectué par l'acheteur, l'Algérienne des eaux en l'occurrence. « Le contrôle se fait de manière permanente, de jour comme de nuit, et l'eau qui sort de l'usine pourrait être donnée même aux malades.
Il en va de même pour ce qui est des risques sismiques car, l'usine est conçue pour un séisme de degré 8 sur l'échelle de Richter.

### Construction
Les travaux de construction de cette usine, qui ont duré vingt-quatre mois, ont été financés par la société américaine Ge Ionics, qui détient 70 % du capital de la société chargée également de l’exploitation et de la maintenance de cette usine.
Les 30 % restants reviennent à Algerian Energy Company (AEC), société mixte constituée par Sonatrach et Sonelgaz.
En plus de l'usine de dessalement, il a fallu construire un aqueduc de treize kilomètres (dimensionné pour 200 gigalitres) pour acheminer l'eau potable produite jusqu'au barrage de Douéra, ainsi que 87 km de lignes à haute tension pour alimenter l'installation en électricité. Le pipeline de 1,9 m de diamètre et les câbles électriques suivent un tracé voisin et sont enterrés à proximité l'un de l'autre. Ils rejoignent les réseaux d'eau et électriques dans la banlieue sud-est d'Alger.
La durée de vie de la station est de vingt-cinq ans, conformément au contrat signé avec la firme américaine qui a conçu le projet.

### Tunnels et structures immergées
Pour assurer le transport de l'eau de mer et le rejet de la saumure, deux tunnels de 4 m de diamètre  enterrés à plus de 15 m sous le fond marin ont été creusés par un tunnelier. Le captage se fait à vingt mètres sous la surface à 1,2 km de l'usine, soit 800 m de la plage, et le rejet se fait à 1,5 km (1,1 km de la plage) à une profondeur de 24 m. 
Deux structures de deux cents tonnes distantes de 50 m assurent le prélèvement de l'eau de mer à une vitesse de 0,54 kilomètre par heure (0,15 mètre par seconde). La saumure est rejetée à 500 m du point de captage par deux dispositifs comportant neuf diffuseurs, également espacés de 50 m.

### Procédé
Douze pompes d'une capacité de 1 m3 s−1 chacune introduisent l'eau de mer dans l'installation. Elle est d'abord filtrée puis plus de 55 000 membranes d'osmose inverse sont utilisées en deux étapes afin de séparer le sel et les minéraux de l'eau. Au cours de l'étape suivante, la reminéralisation, le pH est  corrigé, l'eau est chlorée et fluorée. 

### Intégration dans le paysage
Dès 2009, le projet mentionne des objectifs environnementaux : protection du littoral et de la mer, utilisation d'électricité non issue d'énergies fossiles, et intégration dans le paysage. Ainsi, sur les 263 hectares du site, l'usine occupe 38 ha, le reste étant un parc ouvert au public. Les 1,4 million de mètres cubes de sol déplacés ont servi à construire des dunes et plusieurs millions de plantes dont plus de 150 000 arbres ont été plantés. De plus, les installations sont protégées par un toit végétalisé de 26 000 m2, l'un des plus grands du monde. Ce type de toiture a été choisi pour masquer l'usine, mais également pour ses qualités d'isolation phonique et de protection contre le rayonnement solaire.

## Exploitation

### Inauguration
L’usine de dessalement d'eau de mer du Hamma, inaugurée en 2008, a ouvert la voie, en matière d'amélioration de l’alimentation en eau potable des grandes villes du pays, au passage à une nouvelle ère dans la conception des grands projets hydrauliques.
Inaugurée en février 2008, l’unité a été réalisée dans le cadre d’un vaste programme prévoyant la réalisation de treize stations au niveau national à l’horizon 2014.
L'usine du Hamma, avec un coût de réalisation de 250 millions de dollars, se compose de neuf blocs de dessalement dont huit fonctionnant à plein régime, le dernier restant en réserve en cas de panne.
Elle tourne avec un effectif de quarante personnes exclusivement de nationalité algérienne et produit 200 000 m3/j, acheminés vers les quatre réservoirs de la SEAAL de Kouba sur les hauteurs d’Alger, chargée de les reverser dans le réseau AEP pour ensuite alimenter les quelque deux millions d’Algérois.

### Production
Dès sa livraison, l'usine a été mise à l'arrêt. Le niveau élevé des retenues d'eau ayant conduit le ministre de l'Eau à ne pas passer de commande (« zero bill order ») pour la période 2012-2013. À ce jour, aucune commande n'a été passée. L'usine a néanmoins produit de l'eau potable envoyée jusqu'aux retenues d'eau afin de prouver que le système était opérationnel.
| Période   | Production (*) |
| --------- | -------------- |
| 2012-2013 | 0              |
| 2013-2014 | 0              |
| 2014-2015 |                |

## Coût

### Contrat
Le contrat court depuis le 31 juillet 2008 jusqu'au 30 septembre 2033. Il prévoit des coûts fixes liés à l'amortissement de la construction et au prix de la garantie d'être approvisionné ainsi que des coûts variables proportionnels à la quantité d'eau commandée par la wilaya d'Alger et réellement produite par l'exploitant. Cette commande (0, 50, 75, 100, 125 ou 150 gigalitres) est faite en avril de l'année et couvre la période allant du 1er juillet au 30 juin. Initialement, la partie fixe se montait à 1,8 million de dinars algériens par jour.
Le prix de cession de l’eau dessalée par Sonatrach à l’Algérienne des eaux (ADE) gestionnaire du réseau AEP, a été fixé à près de (59 DA ((0,82 dollar) le mètre cube (mille litres).

### Coût réel
Le mauvais choix du site de l'usine de dessalement du Hamma a induit que cette station pose un problème important durant son fonctionnement, qui est le prix de revient du mètre cube d'eau dessalée, lequel est élevé en raison d’un usage important de réactifs chimiques.
L'Algérienne des eaux (ADE) publie dans ses rapports annuels le coût réel par année fiscale (du 1er juillet au 30 juin de l'année suivante). Les données disponibles sont présentées dans le tableau suivant : 
| Année fiscale | Coûts réels (*) |
| ------------- | --------------- |
| 2011-2012     | 0               |
| 2012-2013     | 440             |
| 2013-2014     | 660             |
| 2014-2015     |                 |